# بوب مود
بوب مود (بالإنجليزية: Bob Maud)‏ مواليد 12 أغسطس 1946 في جوهانسبرغ، كان لاعب كرة مضرب جنوب أفريقي. حقق مركز الوصيف في بطولة أمريكا المفتوحة للتنس في فئة الزوجي المختلط سنة 1971.

## النهائيات

### الزوجي المختلط
| الحصيلة | السنة | البطولة                     | الأرضية | الشريك    | المنافس في النهائي          | النتيجة في النهائي |
| الوصافة | 1971  | بطولة أمريكا المفتوحة للتنس | عشبية   | بيتي ستوف | بيلي جين كينغ أوين ديفيدسون | 3–6, 5–7           |

## روابط خارجية
- بوب مود على موقع رابطة محترفي التنس (الإنجليزية)
- بوب مود على موقع الاتحاد الدولي لكرة المضرب (الإنجليزية)
- بوب مود على موقع كأس ديفيز (الإنجليزية)
- بوب مود على موقع خلاصة التنس.كوم (الإنجليزية)